# Lac Marioz
Le lac Marioz est un lac de la Grande Terre des îles Kerguelen dans les Terres australes et antarctiques françaises. Il est situé sur le plateau Central.